# Villemanoche
Villemanoche est une commune française située dans le département de l'Yonne en région Bourgogne-Franche-Comté.

## Géographie

### Climat
Pour des articles plus généraux, voir Climat de la Bourgogne-Franche-Comté et Climat de l'Yonne.
En 2010, le climat de la commune est de type climat océanique dégradé des plaines du Centre et du Nord, selon une étude du Centre national de la recherche scientifique s'appuyant sur une série de données couvrant la période 1971-2000. En 2020, Météo-France publie une typologie des climats de la France métropolitaine dans laquelle la commune est exposée à un climat océanique altéré et est dans la région climatique  Nord-est du bassin Parisien, caractérisée par un ensoleillement médiocre, une pluviométrie moyenne régulièrement répartie au cours de l’année et un hiver froid (3 °C). 
Pour la période 1971-2000, la température annuelle moyenne est de 11,3 °C, avec une amplitude thermique annuelle de 15,3 °C. Le cumul annuel moyen de précipitations est de 696 mm, avec 11 jours de précipitations en janvier et 7,3 jours en juillet. Pour la période 1991-2020, la température moyenne annuelle observée sur la station météorologique de Météo-France la plus proche, « La Brosse-Mx », sur la commune de La Brosse-Montceaux à 13 km à vol d'oiseau, est de 12,0 °C et le cumul annuel moyen de précipitations est de 652,9 mm. 
La température maximale relevée sur cette station est de 42,9 °C, atteinte le 25 juillet 2019 ; la température minimale est de −20,5 °C, atteinte le 17 janvier 1985,,. 
Les paramètres climatiques de la commune ont été estimés pour le milieu du siècle (2041-2070) selon différents scénarios d'émission de gaz à effet de serre à partir des nouvelles projections climatiques de référence DRIAS-2020. Ils sont consultables sur un site dédié publié par Météo-France en novembre 2022.

## Urbanisme

### Typologie
Au 1er janvier 2024, Villemanoche est catégorisée bourg rural, selon la nouvelle grille communale de densité à sept niveaux définie par l'Insee en 2022.
Elle est située hors unité urbaine. Par ailleurs la commune fait partie de l'aire d'attraction de Paris, dont elle est une commune de la couronne,. Cette aire regroupe 1 929 communes,.

### Occupation des sols
L'occupation des sols de la commune, telle qu'elle ressort de la base de données européenne d’occupation biophysique des sols Corine Land Cover (CLC), est marquée par l'importance des territoires agricoles (46,8 % en 2018), en diminution par rapport à 1990 (52,6 %). La répartition détaillée en 2018 est la suivante : 
terres arables (43,9 %), forêts (41,9 %), eaux continentales (7,7 %), zones urbanisées (3,6 %), zones agricoles hétérogènes (2,9 %). L'évolution de l’occupation des sols de la commune et de ses infrastructures peut être observée sur les différentes représentations cartographiques du territoire : la carte de Cassini (XVIIIe siècle), la carte d'état-major (1820-1866) et les cartes ou photos aériennes de l'IGN pour la période actuelle (1950 à aujourd'hui).

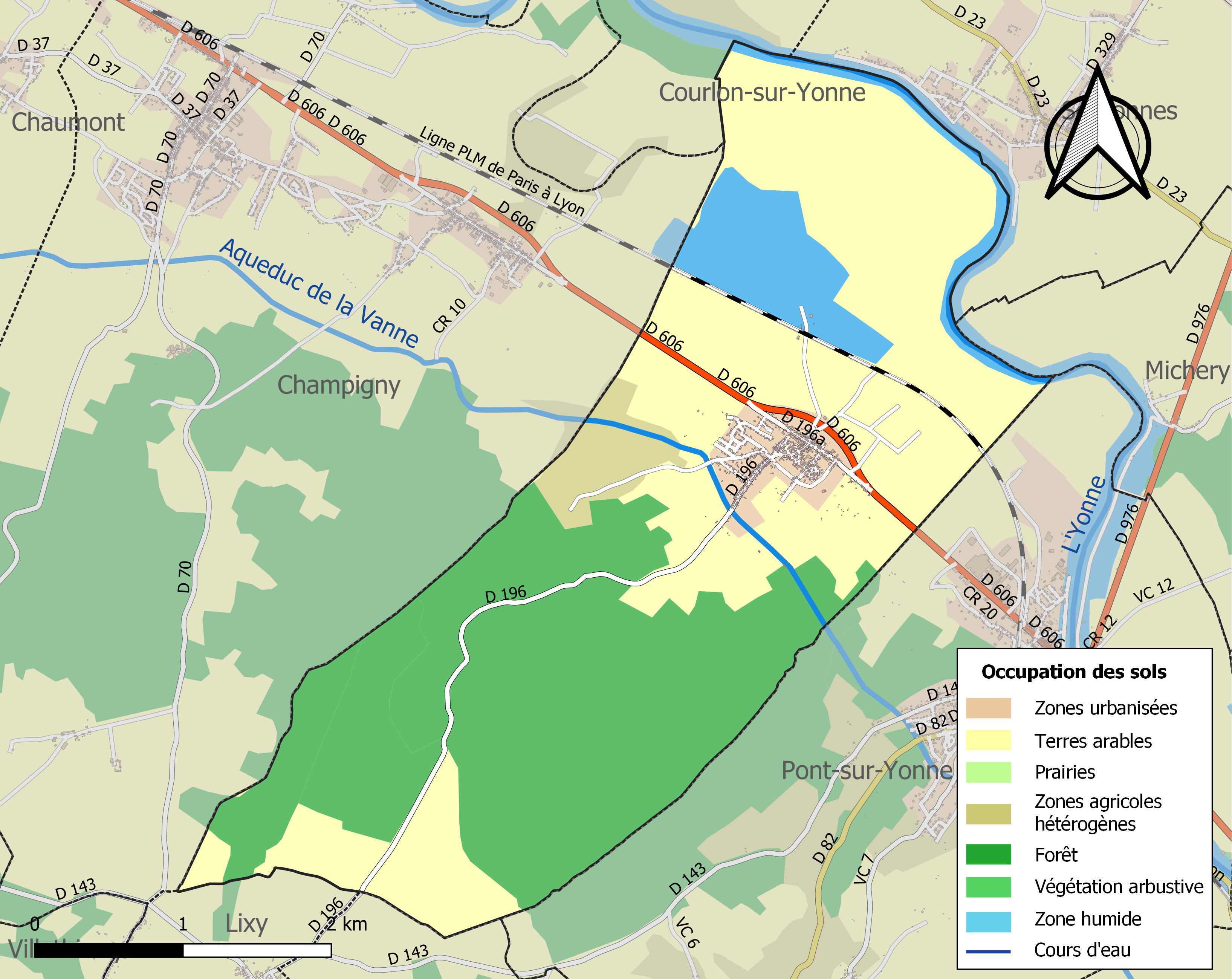
Carte des infrastructures et de l'occupation des sols de la commune en 2018 (CLC).

## Histoire
Le site de Villemanoche est occupé au cours de l'âge du fer. Des fosses contenant des ossements humains et animaux, typiques de la culture de La Tène, ont été fouillées en 2009.
En 833, Pont-sur-Yonne était une dépendance de Villemanoche.
La paroisse faisait partie de la seigneurie de Chaumont possédée par la famille des Barres au XIIIe siècle. Le village n'a jamais été fortifié.
La seigneurie est détenue par la famille des Friches (de Paris) au XVe siècle. La seigneurie est alors suzeraine de celle de Thorigny, située sur la source de l'Oreuse. Au XVIe siècle, la famille de L'Hospital procède du chancelier de France.

## Politique et administration
| Période   | Période  | Identité          | Étiquette | Qualité                  |
| --------- | -------- | ----------------- | --------- | ------------------------ |
|           |          |                   |           |                          |
| ?         | ?        | Cléophas Mercier  |           |                          |
| 1893      | 1896     | Alexis Sadron     |           |                          |
| 1896      | 1908     | Prudent Coulon    |           |                          |
| 1908      | 1925     | Eugène Bourgoin   |           |                          |
| 1925      | 1947     | Savinien Lelong   |           |                          |
| 1947      | 1953     | Clément Rouif     |           |                          |
| 1953      | 1956     | Jules Briois      |           |                          |
| 1956      | 1959     | Clément Rouif     |           |                          |
| 1959      | 1971     | Henri Doulet      |           |                          |
| 1971      | 1976     | Maurice Raignault | PC        | Garde-barrière           |
| 1976      | 2001     | Alain Michel      |           | Enseignant universitaire |
| mars 2001 | mai 2020 | Daniel Genty      |           | Expert-comptable         |
| mai 2020  | En cours | François Goglins  | PS        | Cadre commercial         |

## Démographie
Ses habitants sont appelés les Manochons.

L'évolution du nombre d'habitants est connue à travers les recensements de la population effectués dans la commune depuis 1793. Pour les communes de moins de 10 000 habitants, une enquête de recensement portant sur toute la population est réalisée tous les cinq ans, les populations de référence des années intermédiaires étant quant à elles estimées par interpolation ou extrapolation. Pour la commune, le premier recensement exhaustif entrant dans le cadre du nouveau dispositif a été réalisé en 2008.

En 2022, la commune comptait 671 habitants, en évolution de +0,6 % par rapport à 2016 (Yonne : −1,95 %, France hors Mayotte : +2,11 %).
| 1793 | 1800 | 1806 | 1821 | 1831 | 1836 | 1841 | 1846 | 1851 |
| ---- | ---- | ---- | ---- | ---- | ---- | ---- | ---- | ---- |
| 514  | 579  | 615  | 685  | 718  | 772  | 831  | 862  | 855  |

| 1856 | 1861 | 1866 | 1872 | 1876 | 1881 | 1886 | 1891 | 1896 |
| ---- | ---- | ---- | ---- | ---- | ---- | ---- | ---- | ---- |
| 772  | 836  | 826  | 798  | 759  | 689  | 664  | 638  | 609  |

| 1901 | 1906 | 1911 | 1921 | 1926 | 1931 | 1936 | 1946 | 1954 |
| ---- | ---- | ---- | ---- | ---- | ---- | ---- | ---- | ---- |
| 581  | 554  | 487  | 418  | 431  | 449  | 503  | 417  | 403  |

| 1962 | 1968 | 1975 | 1982 | 1990 | 1999 | 2006 | 2008 | 2013 |
| ---- | ---- | ---- | ---- | ---- | ---- | ---- | ---- | ---- |
| 424  | 384  | 351  | 376  | 590  | 610  | 610  | 612  | 657  |

| 2018 | 2022 | - | - | - | - | - | - | - |
| ---- | ---- | - | - | - | - | - | - | - |
| 672  | 671  | - | - | - | - | - | - | - |

## Culture locale et patrimoine

### Lieux et monuments

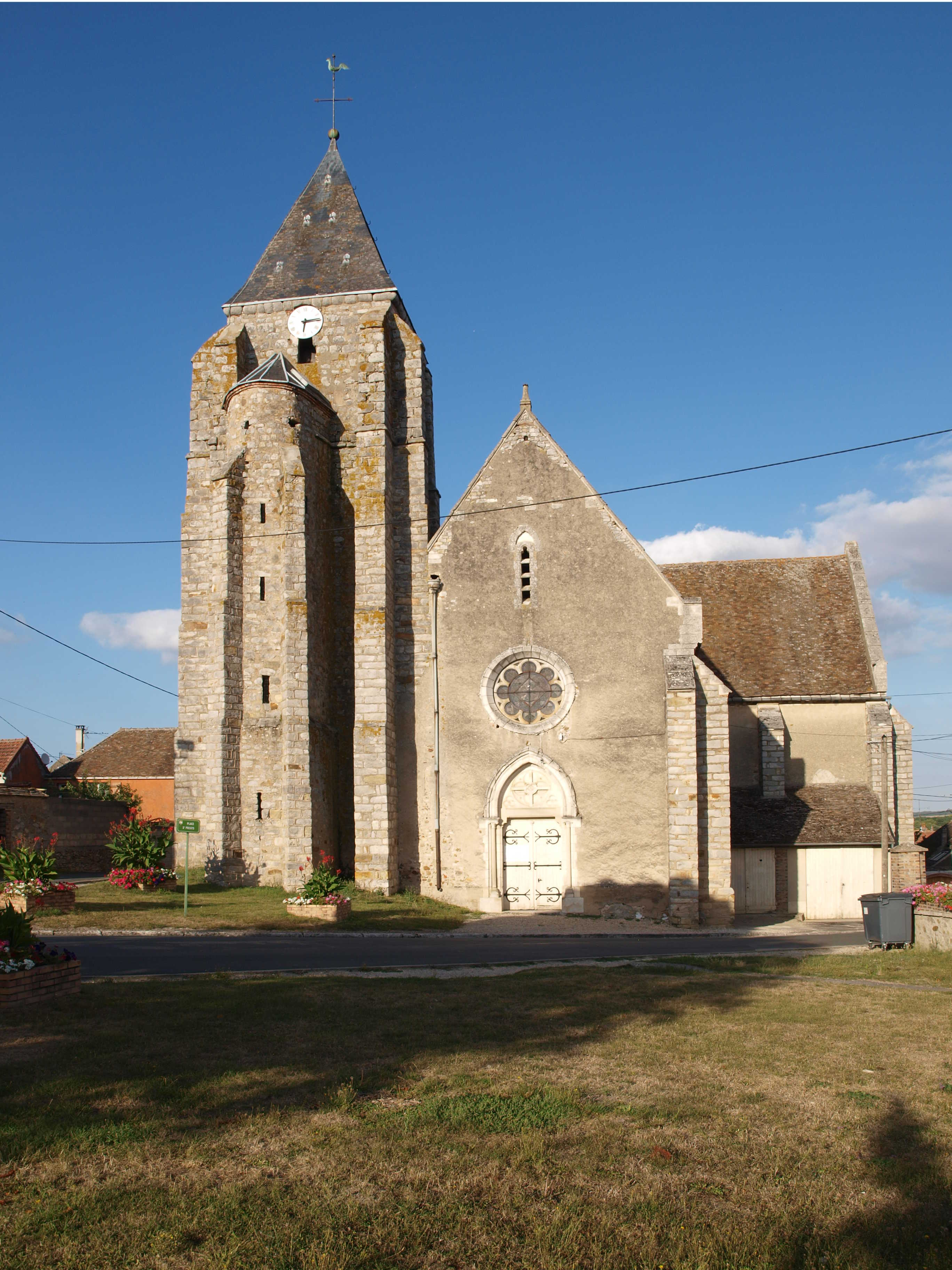
Vue de l'église Saint-Pregts.

- La Préhistoire a laissé des traces importantes à Villemanoche (polissoirs, sépultures de l'âge de Fer), ainsi que l'époque gallo-romaine.

Plusieurs pierres de légendes sont répertoriées (la roche branlante, la pierre de minuit, la roche aigüe, la grosse roche de la seigneurie).
- L'église Saint-Pregts et son clocher fortifié du XIIIe. On y trouve une curieuse plaque tombale citant, longtemps après, la descendance de la nourrice du roi saint Louis né en 1214 (famille Lenfant détentrice de la seigneurie des hautes censives de Dixmont).
- La commune compte deux plaques de cocher.

### Personnalités liées à la commune
- Jean Pichelin[20] (vers 1485 - mort entre 1545 et 1555), seigneur pour partie de Villemanoche[21], fou du roi[22] François Ier, auteur d'un Extraict de la généalogie de la famille des Pichelins, faiz vertueulx et chevaleureux d'iceulx[23], raillé par Clément Marot[24].
- Jean-Louis-Auguste Clavel (1808-1857), curé de la paroisse du 1er juillet 1850 au 1er février 1852, botaniste et médecin.

## Pour approfondir